# كاريبا
كاريبا هي مدينة صغيرة تقع شمال زيمبابوي في وادي بالقرب من سد وبحيرة اصطناعية من نفس الاسم المدينة. تشتهر المدينة بأسماك يطلق عليها "Carp bream" وهي مستهدفة بشكل دوري من قبل صيادي الأسماك. ووفقا لتعداد السكان عام 1992 ، كان عدد سكان المدينة يبلغ 20736 نسمة. تعتبر المدينة مقصدا سياحيا للعديد من السياح، ويتوفر بها عدة فنادق ونزل ومطاعم.

## المناخ
يظهر الجدول التالي التغييرات المناخية على مدار السنة لكاريبا:
| البيانات المناخية لـكاريبا              | البيانات المناخية لـكاريبا | البيانات المناخية لـكاريبا | البيانات المناخية لـكاريبا | البيانات المناخية لـكاريبا | البيانات المناخية لـكاريبا | البيانات المناخية لـكاريبا | البيانات المناخية لـكاريبا | البيانات المناخية لـكاريبا | البيانات المناخية لـكاريبا | البيانات المناخية لـكاريبا | البيانات المناخية لـكاريبا | البيانات المناخية لـكاريبا | البيانات المناخية لـكاريبا |
| الشهر                                   | يناير                      | فبراير                     | مارس                       | أبريل                      | مايو                       | يونيو                      | يوليو                      | أغسطس                      | سبتمبر                     | أكتوبر                     | نوفمبر                     | ديسمبر                     | المعدل السنوي              |
| --------------------------------------- | -------------------------- | -------------------------- | -------------------------- | -------------------------- | -------------------------- | -------------------------- | -------------------------- | -------------------------- | -------------------------- | -------------------------- | -------------------------- | -------------------------- | -------------------------- |
| متوسط درجة الحرارة الكبرى °م (°ف)       | 31.0 (87.8)                | 30.8 (87.4)                | 31.2 (88.2)                | 30.5 (86.9)                | 28.5 (83.3)                | 26.3 (79.3)                | 26.3 (79.3)                | 28.9 (84.0)                | 32.9 (91.2)                | 35.1 (95.2)                | 33.9 (93.0)                | 31.3 (88.3)                | 30.6 (87.1)                |
| متوسط درجة الحرارة الصغرى °م (°ف)       | 21.8 (71.2)                | 21.4 (70.5)                | 20.7 (69.3)                | 18.5 (65.3)                | 14.3 (57.7)                | 11.2 (52.2)                | 11.1 (52.0)                | 13.9 (57.0)                | 19.1 (66.4)                | 23.2 (73.8)                | 23.4 (74.1)                | 22.1 (71.8)                | 18.4 (65.1)                |
| معدل هطول الأمطار مم (إنش)              | 191.6 (7.54)               | 157.7 (6.21)               | 112.5 (4.43)               | 30.0 (1.18)                | 4.2 (0.17)                 | 1.0 (0.04)                 | 0.6 (0.02)                 | 0.1 (0.00)                 | 0.6 (0.02)                 | 17.8 (0.70)                | 74.4 (2.93)                | 175.0 (6.89)               | 765.5 (30.14)              |
| متوسط الأيام الممطرة                    | 16                         | 13                         | 10                         | 3                          | 1                          | 0                          | 0                          | 0                          | 0                          | 2                          | 7                          | 14                         | 66                         |
| المصدر: المنظمة العالمية للأرصاد الجوية |                            |                            |                            |                            |                            |                            |                            |                            |                            |                            |                            |                            |                            |